# Goso Gincsev
Goso Petkov Gincsev, bolgárul: Гошо Петков Гинчев; (Madrec, 1969. december 2. –) bolgár válogatott labdarúgó.
A bolgár válogatott tagjaként részt vett az 1996-os Európa-bajnokságon és az 1998-as világbajnokságon.

## Sikerei, díjai
Levszki Szofija
- Bolgár bajnok (2): 1993–94, 1994–95
- Bolgár kupa (1): 1993–94